# Janny Wurts
Janny Wurts (geboren am 10. Dezember 1953 in Bryn Mawr, Pennsylvania) ist eine US-amerikanische Fantasy-Autorin und Illustratorin.

## Leben
Über ihr Leben gibt die Autorin so gut wie nichts preis. Auf ihrer Homepage hat Janny Wurts zwar eine Seite namens „Biography“, doch spricht sie da eigentlich nur über ihr Werk.
Janny Wurts legt starkes Gewicht auf ihre beiden Tätigkeiten und kombiniert diese sogar: bei den meisten Covern zu und den Illustrationen in ihren Büchern handelt es sich um von ihr selbst gemalte Bilder. Teils arbeitet sie in diesem Bereich auch mit ihrem Mann zusammen, dem Fantasy-Künstler Don Maitz.
Für ihre Titelbilder wurde sie dreimal mit dem Chesley Award ausgezeichnet. Ihren größten Erfolg als Schriftstellerin hatte sie mit der in Zusammenarbeit mit Raymond E. Feist geschriebenen Kelewan-Saga. Auch die Bücher des Nebelgeist-Universums sind Bestseller.

## Werk

### Die Kelewan-Saga
Die Autorin hat zusammen mit Raymond E. Feist die Kelewan-Saga geschrieben.

### Das Nebelgeist-Universum (The Wars of Light and Shadow)
Janny Wurts teilt ihre im Nebelgeist-Universum spielenden Bücher in verschiedene „Arcs“ (Handlungsbögen bzw. Unterzyklen) ein, nummeriert die Bücher aber durch. Sie spricht synonym beispielsweise vom 5. Band des Gesamtzyklus und vom 2. Band des 3. Handlungsbogens.
Da die deutsche Sprache mehr Worte braucht als das Englische, wurden die Bücher in der deutschen Version jew. in zwei Bände unterteilt.

#### Der Fluch des Nebelgeistes 1–2 (The Wars of Light and Shadow – Arc I)
- Vol. 1 (I-1): The Curse of the Mistwraith, 1993

Band 1: Meister der Schatten, Bastei-Lübbe, 1998, ISBN 3-404-20342-9
Band 2: Herr des Lichts, Bastei-Lübbe, 1998, ISBN 3-404-20349-6

#### Der Fluch des Nebelgeistes 3–6 (The Wars of Light and Shadow – Arc II)
- Vol. 2 (II-1): The Ships of Merior, 1994

Band 3: Die Schiffe von Merior, Bastei-Lübbe, 1999, ISBN 3-404-20355-0
Band 4: Die Saat der Zwietracht, Bastei-Lübbe, 1999, ISBN 3-404-20361-5
- Vol. 3 (II-2): Warhost of Vastmark, 1995

Band 5: Die Streitmacht von Vastmark, Bastei-Lübbe, 1999, ISBN 3-404-20366-6
Band 6: Das Schiff der Hoffnung, Bastei-Lübbe, 1999, ISBN 3-404-20370-4

#### Die Schattenkriege (The Wars of Light and Shadow – Arc III)
Im Handel ist dieser Handlungsbogen als „Alliance of Light“ bekannt.
- Vol. 4 (III-1): Fugitive Prince, 1997

Band 1: Die Rückkehr des Nebelgeistes, Bastei-Lübbe, 2002, ISBN 3-404-20436-0
Band 2: Jäger und Gejagte, Bastei-Lübbe, 2002, ISBN 3-404-20440-9
- Vol. 5 (III-2): Grand Conspiracy, 1999

Band 3: Die Verschwörung des Lichts, Bastei-Lübbe, 2002, ISBN 3-404-20448-4
Band 4: Spiel der Schatten, Bastei-Lübbe, 2003, ISBN 3-404-20458-1
- Vol. 6 (III-3): Peril's Gate, 2001
- Vol. 7 (III-4): Traitor’s Knot, 2005
- Vol. 8 (III-5): Stormed Fortress, 2007

#### (Sword of the Canon – Arc IV)
- Vol. 9 (IV-1): Initiate's Trial, 2011
- Vol. 10 (IV-2): Destiny's Conflict, 2017

### Der Zyklus des Feuers (Der Feuerkreis)
Diese Serie ist in sich abgeschlossen und unabhängig vom Nebelgeist-Universum. In Klammern ist der Titel der englischsprachigen Originalausgabe vermerkt.
- Band 1: Sturmwächter, Bastei-Lübbe, 2000, ISBN 3-404-20395-X (Vol. 1: Stormwarden, 1984)
- Band 2: Schlüsselhüter, Bastei-Lübbe, 2000, ISBN 3-404-20396-8 (Vol. 2: Keeper of the Keys, 1988)
- Band 3: Schattentempel, Bastei-Lübbe, 2000, ISBN 3-404-20397-6 (Vol. 3: Shadowfane, 1988)
- Nur in Englisch erschienen: Vol. 1–3: Cycle of Fire, 1999 (Sammelband)

### Einzelromane
- Sorcerer's Legacy, 1982
- Master of Whitestorm, auch: (The) Master of White Storm, 1992
- To Ride Hell's Chasm, 2004

### Sammelband
- That Way Lies Camelot, 1996, enthält:
  - Wayfinder, 1995
  - The Antagonist, 1988
  - Tale of the Snowbeast, 1986
  - The Crash, 1996
  - The Firefall, 1996
  - Silverdown's Gold, 1991
  - Double Blind, 1989
  - The Snare, 1996
  - Dreamsinger's Tale, 1988
  - Triple-Cross, 1990
  - Dreambridge, 1993
  - Song's End, 1989
  - The Renders, 1981
  - No Quarter, 1991
  - That Way Lies Camelot, 1992

### Sonstige Kurzgeschichten
- Looking Forward (Auszug aus The Master of White Storm), 1992
- Grand Conspiracy (Auszug), 2001
- Moebius Trip, 2006
- Finder's Keeper, 2006